# گوئودا تنسر
گوئودا تنسر (لهستانی: Gołda Tencer؛ زادهٔ ۲ اوت ۱۹۴۹) بازیگر و خواننده اهل لهستان است.
از فیلم‌ها یا برنامه‌های تلویزیونی که وی در آن نقش داشته‌است می‌توان به داویت و مهمانسرا اشاره کرد.
وی همچنین برندهٔ جوایزی همچون گلوریا آرتیس شده‌است.